# Scinax similis
A Scinax similis a kétéltűek (Amphibia) osztályának békák (Anura) rendjébe és a levelibéka-félék (Hylidae) családjába tartozó faj.

## Előfordulása
A faj Brazília endemikus faja. Természetes élőhelye a nedves szavannák, szubtrópusi vagy trópusi száraz síkvidéki rétek, mocsarak, időszaki édesvizű mocsarak, legelők, kertek, lakott területek, lepusztult erdők, pocsolyák.